# Alec Segaert
Alex Segaert, né le 16 janvier 2003 à Roulers en Belgique, est un coureur cycliste belge, spécialiste du contre-la-montre.

## Biographie
Spécialiste du contre-la-montre, il devient en 2021 champion d'Europe juniors, et médaillé de bronze des championnats du monde juniors dans cette discipline. L'année suivante, il remporte de nouveau le titre européen mais cette fois chez les espoirs, avant de devenir vice-champion du monde dans cette même catégorie.

### Lotto Dstny (depuis 2023)

#### 2023
Alors qu'il doit disputer la saison 2023 sous le maillot de Lotto Dstny Development, il est promu dès le mois de février dans l'équipe première Lotto Dstny.
Le 22 juin 2023, à Herzele, il remporte la médaille d'argent du contre-la-montre des championnats de Belgique derrière Wout van Aert. Trois jours plus tard, à Izegem, il reçoit une nouvelle médaille d'argent lors de la course en ligne des championnats de Belgique battu par Remco Evenepoel dans un sprint à deux.
Le 9 août 2023, alors qu'il était annoncé comme favori de l'épreuve courue sur 36,4 kilomètres à Stirling, au Royaume-Uni, il termine deuxième du contre-la-montre masculin des moins de 23 ans aux championnats du monde de cyclisme sur route 2023 à 11 secondes de l'Italien Lorenzo Milesi.

#### 2024

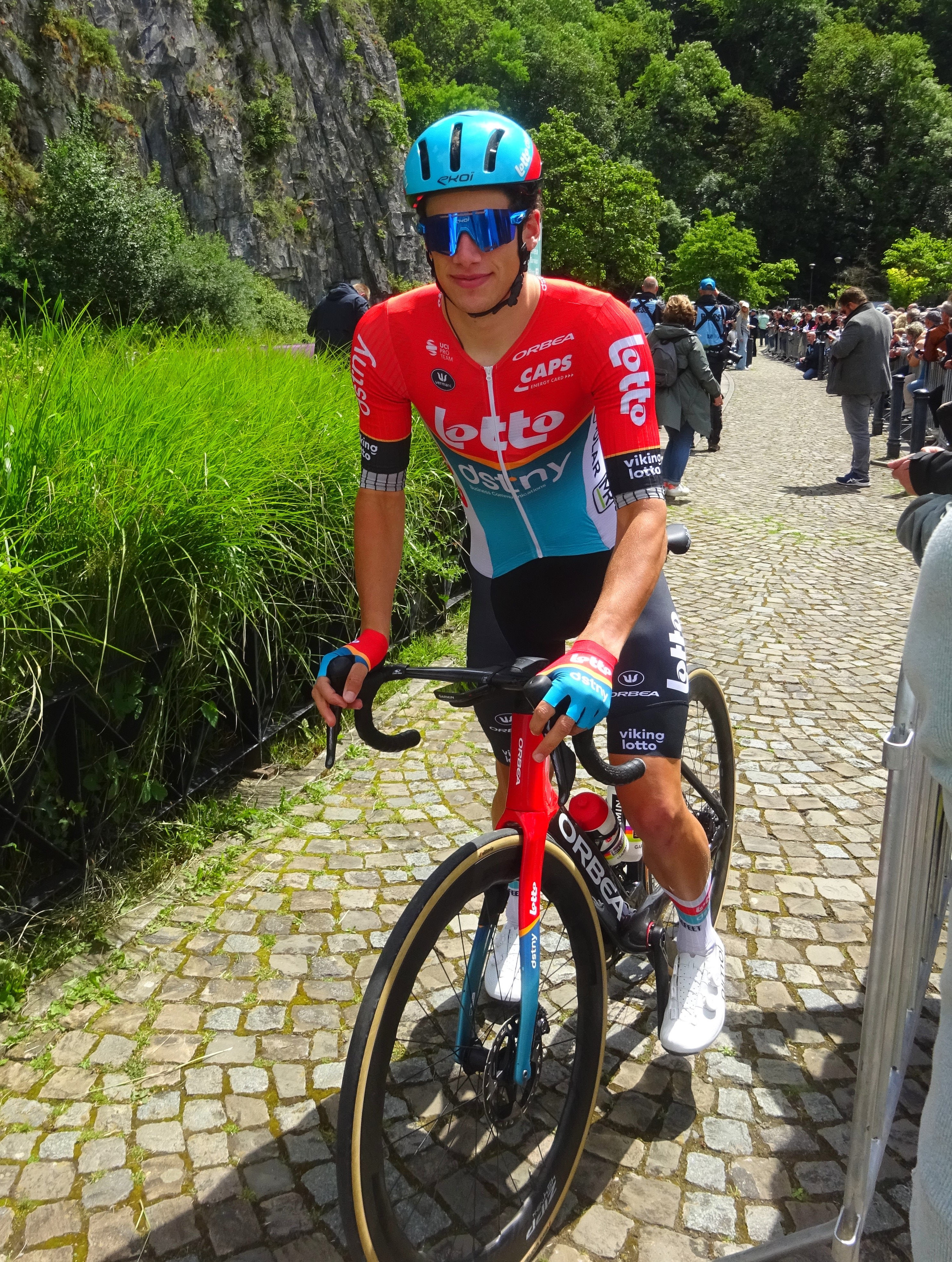
Alec Segaert à Durbuy (Tour de Belgique 2024)

Le 2 mars 2024, il gagne le Grand Prix Criquielion à Lessines. Le 29 août, il remporte la 2e étape du Renewi Tour disputée en contre-la-montre sur 15,4 km à Tessenderlo, sa première victoire sur une course de l'UCI World Tour, et endosse le maillot vert et bleu de leader du classement général de cette course belgo-néerlandaise. il garde ce maillot pendant trois jours avant de le céder à l'issue de l'ultime étape à Tim Wellens mais monte sur le podium final où il termine sur la deuxième marche et remporte le maillot du meilleur jeune.
Le 11 septembre, il obtient chez les espoirs un troisième titre consécutif de champion d'Europe du contre-la-montre  au terme des 31,2 km au programme entre Heusden-Zolder et Hasselt. C'est aussi son quatrième titre consécutif de champion d Europe du contre-la-montre en comptabilisant son titre chez les juniors en 2021. Douze jours plus tard, il est le favori no 1 pour le contre-la-montre des moins de 23 ans aux championnats du monde à Zurich mais il s'effondre en fin de parcours et ne termine qu'à une décevante quatrième place. Le 27 septembre, il se classe troisième de la course en ligne des moins de 23 ans aux championnats du monde, revenant de l'arrière et dépassant à deux kilomètres de l'arrivée le groupe luttant pour la médaille de bronze.

## Palmarès

### Par années
- 2021
  -  Champion d'Europe du contre-la-montre juniors
  - Tour de Haute-Autriche juniors :
    - Classement général
    - 1re étape

  - Chrono des Nations Juniors
  - 2e du championnat de Belgique du contre-la-montre juniors
  - 2e de Paris-Roubaix juniors
  -  Médaillé de bronze du championnat du monde du contre-la-montre juniors
  - 3e des Trois Jours d'Axel
- 2022
  -  Champion d'Europe du contre-la-montre espoirs
  -  Champion de Belgique du contre-la-montre espoirs[6]
  - 1re étape du Tour d'Alsace (contre-la-montre par équipes)
  - Hel van Voerendaal
  - Mémorial Igor Decraene
  - Tour de Lombardie amateurs
  - Chrono des Nations espoirs
  -  Médaillé d'argent du championnat du monde du contre-la-montre espoirs
  - 3e de Gand-Staden
- 2023
  -  Champion d'Europe du contre-la-montre espoirs
  - 1re étape du Tour d'Italie espoirs (contre-la-montre)
  - 1re étape du Tour d'Alsace (contre-la-montre par équipes)
  -  Médaillé d'argent du championnat du monde du contre-la-montre espoirs
  - 2e du Youngster Coast Challenge
  - 2e du championnat de Belgique du contre-la-montre
  - 2e du championnat de Belgique sur route
  - 7e du championnat du monde sur route espoirs
- 2024
  -  Champion d'Europe du contre-la-montre espoirs
  - Grand Prix Criquielion
  - 2e étape du Renewi Tour (contre-la-montre)
  - 2e du Renewi Tour
  - 2e du championnat de Belgique du contre-la-montre
  -  Médaillé de bronze du championnat du monde sur route espoirs
  - 4e du championnat du monde du contre-la-montre espoirs
- 2025
  - 3e du championnat de Belgique du contre-la-montre
  - 10e d'À travers les Flandres

### Classements mondiaux
| Année                                 | 2022 | 2023 | 2024 |
| ------------------------------------- | ---- | ---- | ---- |
| Classement mondial                    | 322e | 256e | 97e  |
| UCI Europe Tour                       | 259e | 206e | 78e  |
|                                       |      |      |      |
| Légende : nc = non classéSource : UCI |      |      |      |

## Distinctions
- Meilleur junior  belge au Trophée Flandrien de 2021
- Vélo de cristal du meilleur espoir en 2022
- Meilleur espoir belge au Trophée Flandrien de 2022 et 2023
- Sportif espoir belge de l'année en 2023